# Cloniophorus cylindricum
Cloniophorus cylindricum är en skalbaggsart som först beskrevs av White 1853.  Cloniophorus cylindricum ingår i släktet Cloniophorus och familjen långhorningar.
Artens utbredningsområde är Sierra Leone. Inga underarter finns listade i Catalogue of Life.